# Hans Demel
Hans Demel von Elswehr (ur. 14 kwietnia 1886 w Cieszynie, zm. 28 grudnia 1951 w Wiedniu) – adwokat, egipotolog, dyrektor naczelny Muzeum Historii Sztuki w Wiedniu.

## Życiorys
Był synem Leonarda Demela, burmistrza Cieszyna; bratem pisarki Edith Schmettan-Demel.